# Pseudascozonus racemosporus
Pseudascozonus racemosporus — вид грибів, що належить до монотипового роду Pseudascozonus.